# Cemitério Britânico de Montevidéu

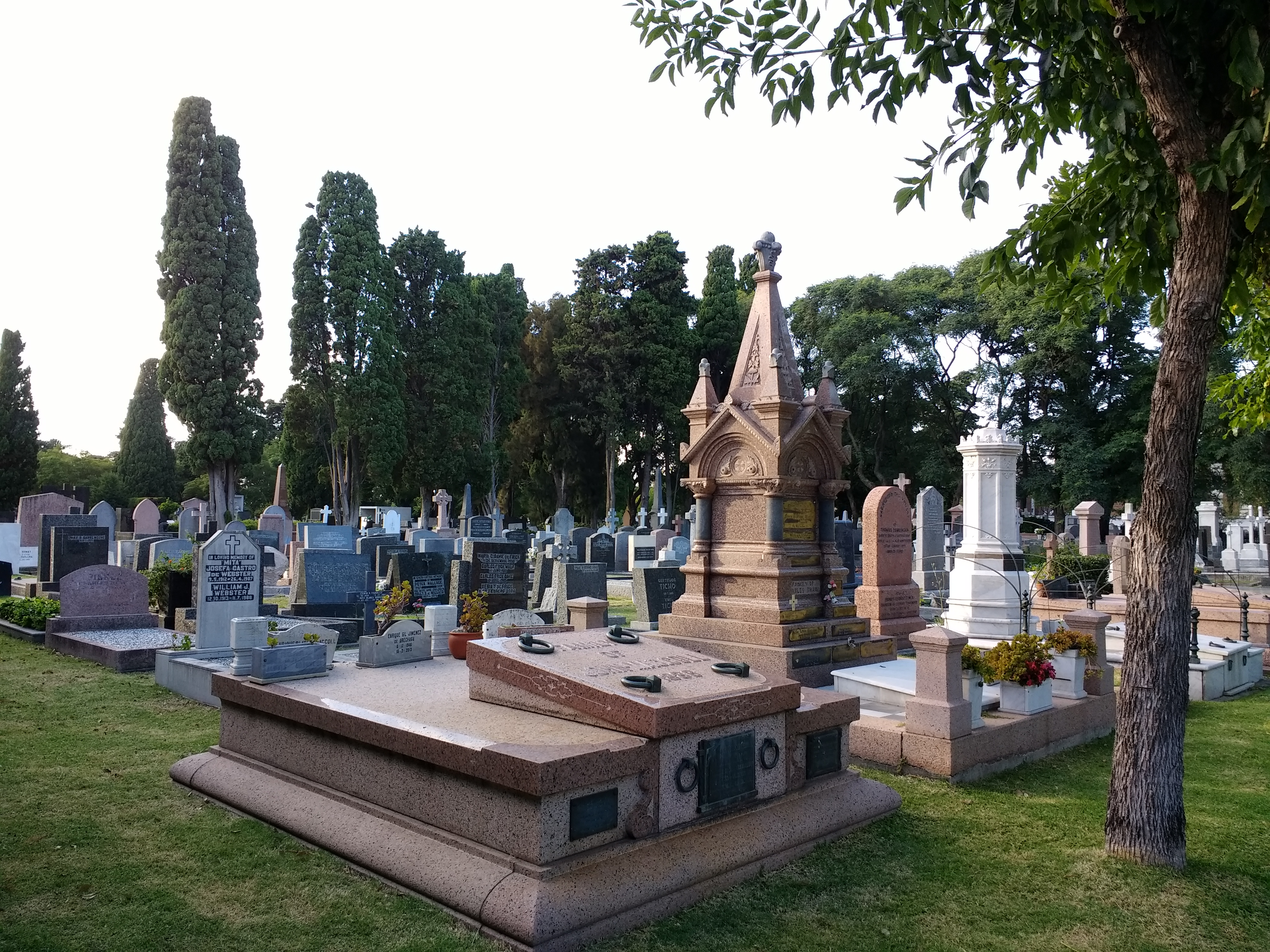
Imagem do cemitério.

O Cemitério Britânico de Montevidéu (em castelhano:  Cementerio Británico de Montevideo, em inglês:  The British Cemetery Montevideo) é um dos mais antigos cemitérios ainda em funcionamento do Uruguai.
Foi fundado em 1825, originalmente localizado perto do centro de Montevidéu; desde 1885 está no bairro do Buceo, perto do Cemitério de Buceo.

## Sepultamentos selecionados
- Fay Crocker (1914–1983), golfista
- Frederick Crocker (1821-1911), militar e cônsul estadunidense
- John Harley (1886-1960), futebolista
- mortos na Batalha do Rio da Prata em 1939
- mortos no acidente do STV Royston Grange em 1972
- Carla Witte professora e artista (1889-1943)[1]